# ۱٬۱-دی‌برمواتان
۱،۱-دی‌برمواتان (به انگلیسی: 1,1-Dibromoethane) با فرمول شیمیایی C۲H۴Br۲ یک ترکیب شیمیایی است. که جرم مولی آن ۱۸۷٫۸۷ g/mol می‌باشد. شکل ظاهری این ترکیب، مایع قهوه‌ای است.